# William Allen Egan
William Allen „Bill“ Egan (* 8. Oktober 1914 in Valdez, Alaska; † 6. Mai 1984 in Anchorage, Alaska) war ein US-amerikanischer Politiker der Demokratischen Partei und der erste Gouverneur des Bundesstaates Alaska.

## Werdegang
Bevor William Egan in die Politik ging, diente er während des Zweiten Weltkrieges in der US Army, arbeitete in einer Mine, war ein Pilot und der Eigentümer des Valdez General Store. Egan wurde 1941 in das Repräsentantenhaus des Alaska-Territoriums gewählt, wo er dann zehn Jahre lang diente und dessen Speaker er im Jahr 1951 war. Ferner wählte man ihn 1946 zum Bürgermeister von Valdez. Er war auch zwischen 1953 und 1955 Mitglied des territorialen Senats von Alaska, sowie ein Delegierter und vorsitzender Direktor der Alaska Statehood Constitutional Convention zwischen 1955 und 1956. Am 30. Juni 1958 verabschiedete der US-Kongress den Alaska Statehood Act, was zur Folge hatte, dass Egan sich zur Wahl für das Amt des Gouverneurs von Alaska aufstellte und zum ersten Gouverneur von Alaska gewählt wurde. Er wurde für eine zweite Amtszeit 1962 wiedergewählt, scheiterte dann 1966 bei einem erneuten Versuch, wurde aber 1970 für eine dritte Amtszeit gewählt. Während seiner Amtszeiten arbeitete er daran, Alaskas gewaltige Bodenschätze nutzbar zu machen, so dass für den Staat eine Ära der Expansion und des Wandels begann. Er kandidierte nochmal 1974 für das Amt, wurde aber knapp von Jay Hammond besiegt. William Allen Egan verstarb am 6. Mai 1984. Er war mit Neva McKittrick verheiratet, mit der er ein gemeinsames Kind hatte.

## Ehrungen
Er erhielt 1965 den Doctor of Laws ehrenhalber von der Alaska Methodist University, sowie 1972 von der University of Alaska.